# Chen Ruolin
Chen Ruolin (chinês tradicional: 陳若琳, chinês simplificado: 陈若琳, pinyin: Chén Ruòlín; Nantong, 12 de dezembro de 1992) é uma saltadora chinesa, especialista na plataforma.

## Carreira
Ela venceu medalhas de ouro nos eventos de plataforma 10 m e plataforma 10 m sincronizado nos Jogos Olímpicos de 2008. Quatro anos mais tarde em Londres, repetiu a proeza.
Nos Campeonatos Mundiais de natação de 2011 em Xangai, Chen venceu duas medalhas de ouro nas especialidades de plataforma 10 m e plataforma 10 m sincronizado (com a parceira Wang Hao. A atleta tornou-se a primeira mergulhadora chinesa a conquistar medalhas de ouro em eventos de plataforma femininos nos Jogos Olímpicos, Taça do Mundo e Campeonatos do Mundo.

### Rio 2016
Ela conquistou o ouro na plataforma 10m sincronizada com Liu Huixia.